# مارسيل فيردير
مارسيل فيردير (Marcel Verdier) (وُلد في 20 مايو 1817، وتوفي في أغسطس 1856) هو رسام فرنسي، ولد في مدينة باريس الفرنسية.